# Josa Fructuoso
Josa Fructuoso (Murcia, 1947)  es una escritora española, autora de ensayos, relatos y novelas. Ganó en 2014 el Premio de la Fundación Arena.
Licenciada en Filosofía por la Universidad Complutense de Madrid. Es profesora de Filosofía y ha colaborado como articulista en diversos medios de comunicación, como Diario 16 y La Opinión de Murcia. Entre 1998 y 2004 fue la coordinadora de la revista Postdata, dedicada a la literatura, las artes y el pensamiento.
El escritor José Luis Serrano ha destacado el estilo de los diálogos de Josa Fructuoso y su ambientación histórica, en la que se intuyen elementos autobiográficos.

## Novelas
Su primera novela, Perros de verano ganó el Premio de la Fundación Arena y fue publicada en la editorial Egales en 2014. Es una obra que describe la situación política y social de los años del tardofranquismo, protagonizada por una estudiante de Filosofía que, en Francia, descubre su condición homosexual. En el libro aparecen citados acontecimientos históricos de la época que marcaron a los miembros de la generación de la autora, como las revueltas universitarias de Mayo del 68, el asesinato de Enrique Ruano por la policía franquista o el atentado de ETA contra el almirante Carrero Blanco.
También la editorial Egales publicó El color de los peces azules.